# Antoine d'Origny
Antoine Jean Baptiste Abraham d'Origny, né le 26 septembre 1732 à Reims et mort le 15 octobre 1798 à Paris, est un écrivain français, notamment historien du Théâtre italien de Paris.
Ancien conseiller à la Cour des monnaies, il était membre des Académies de Châlons-sur-Marne, de Lyon, de Dijon, de Metz, etc.

## Publications
- Chronologie des rois du grand empire des Égyptiens, depuis l'époque de sa fondation, par Menès, jusqu'à celle de sa ruine par la conquête de Cambyse fils de Cyrus, Paris, Vincent, 1765.
- Dictionnaire des origines, ou époques des inventions utiles, des découvertes importantes et de l'établissement des peuples, des religions, etc., Paris, Bastien, 1777, 6 vol.
- Abrégé de l'histoire du théâtre français, Paris, tome IV, 1784[3].
- Annales du théâtre italien, depuis son origine jusqu'à ce jour, Paris, Vve Duchesne, 1788, 3 vol., vol. I sur Gallica, vol. II sur Gallica et vol. III sur Gallica.